# Торфопредприятие (Ленинградская область)
Торфопредприя́тие — посёлок в Гатчинском муниципальном округе Ленинградской области.

## История
По данным 1966 и 1973 годов посёлок Торфопредприятие находился в составе Большетаицкого сельсовета.
По данным 1990 года посёлок Торфопредприятие входил в состав Веревского сельсовета.
В 1997 году в посёлке проживали 38 человек, в 2002 году — 36 человек (русские — 83%).
По состоянию на 1 января 2006 года в посёлке числилось 9 домохозяйств, общая численность населения составляла 20 человек, в 2007 году — 15 человек.

## География
Посёлок расположен в северной части района на автодороге 41К-010 (Красное Село — Гатчина — Павловск).
Расстояние до административного центра поселения, деревни Малое Верево — 11 км.
Расстояние до ближайшей железнодорожной станции Тайцы — 2,5 км.

## Демография
| 2006 | 2007 | 2010 | 2017 |
| ---- | ---- | ---- | ---- |
| 20   | ↘15  | ↗282 | ↘39  |

### Национальный состав
Согласно данным Всероссийской переписи населения 2021 года в посёлке проживали 614 человек, из них:
русские — 524, таджики — 43, киргизы — 18, азербайджанцы — 6, татары — 5, узбеки — 5, казаки — 3, армяне — 2, абхазы — 1, афганцы — 1, башкиры — 1, белорусы — 1, финны — 1, другие национальности — 2 человека, остальные национальность не указали.

## Транспорт
От Гатчины до Торфопредприятия можно доехать на автобусе № 517 и на маршрутном такси № 631.
От Санкт-Петербурга до Торфопредприятия можно доехать на маршрутном такси № 631.

## Улицы
Красносельское шоссе, Лесная, Северная, Южная.